# Septième district congressionnel de l'Indiana
Le 7e district congressionnel de l'Indiana est un district de l'État américain de l'Indiana. Il est entièrement situé dans le comté de Marion et comprend la majeure partie d'Indianapolis, à l'exception du côté sud, qui est situé dans le 6e district.
Le district est actuellement représenté par le Démocrate André Carson, qui a remporté une élection spéciale en 2008 pour succéder à sa grand-mère Julia Carson après sa mort en 2007. Avec un indice CPVI de D + 19, c'est le district le plus démocrate de l'Indiana.
Le district est l'un des trois à être représenté par un Musulman aux États-Unis (les autres étant le 13e du Michigan, représenté par Rashida Tlaib, et le 5e du Minnesota, représenté par Ilhan Omar).
De 1967 à 2003, le district a desservi une région complètement différente de l'Indiana, couvrant les comtés de Fountain, Parke, Tippecanoe, Montgomery, Clinton, Boone, Hendricks, Vigo, Clay, Putnam et Owen et des parties des comtés de Morgan et Hamilton. Son histoire politique était radicalement différente de celle de l'actuel 7e ; c'était une zone principalement rurale ancrée par Terre Haute et Lafayette, et était fortement républicaine.
Après la perte d'un siège au Congrès en 2000 en vertu du recensement de cette année-là, un ambitieux plan de redécoupage a été mis en œuvre en 2002. Comme mentionné ci-dessus, la majeure partie de l'ancien 10e est devenue le nouveau 7e, tandis que le territoire de l'ancien 7e a été divisé entre les 4e et 8e districts.
Ce district et ses prédécesseurs n'ont pas élu de républicain depuis 1972, et il est considéré comme un siège démocrate sûr.

## Géographie
| #  | Comté  | Siège        | Population |
| -- | ------ | ------------ | ---------- |
| 97 | Marion | Indianapolis | 969 466    |

À partir de 2023, le 7e district congressionnel de l'Indiana est entièrement situé dans le comté de Marion, couvrant la capitale Indianapolis, à l'exception des villes les plus au sud du comté.
Le comté de Marion est partagé entre ce district et le 6e district. Ils sont divisés par E Troy Ave. Le 7e englobe les villes d'Indianapolis et de Lawrence, et les six villes environnantes de Pike, Washington, Lawrence, Warren, Center et Wayne, et une partie de la ville de Beech Grove.

### Villes de 10 000 personnes et plus
- Indianapolis - 887 642

- Lawrence - 49 370
- Beech Grove - 14 717
- Speedway - 13 952

### Villes de 2 500 à 10 000 personnes
- Cumberland - 5 954

## Histoire
La zone actuelle du 7e district est en grande partie la même que ce qui avait été le 10e district de 1983 à 2003. Elle comprend toute la ville de Center, désormais largement considérée comme un bastion démocrate en raison de sa grande population afro-américaine et de sa classe moyenne embourgeoisée.
Traditionnellement, la ville et le district ont été plus compétitifs et beaucoup plus républicains. En fait, pendant des années, Indianapolis a été l'une des régions métropolitaines les plus républicaines du pays, en particulier pendant les années où Richard Lugar et William H. Hudnut III ont été maires d'Indianapolis. Cependant, au cours des dernières décennies, une grande partie de la richesse de la ville a commencé à migrer vers les périphéries de la ville et l'extérieur du comté de Marion, ce qui a entraîné le penchant démocrate. La partie sud du comté de Marion, qui penche plus républicain, n'est pas incluse dans le district.
Les parties sud et est du district comprennent les quartiers les plus modestes de la ville, qui abrite le plus grand chantier de réparation d'Amtrak. Depuis la fin des années 1990, il y a eu un afflux de travailleurs mexicains et hispaniques dans le district, ce qui a encore accru ses penchants démocrates. De plus, en tant que centre industriel et financier de l'Indiana, le district a été fortement influencé par la politique des syndicats dans le passé ; cependant, leur influence sur le quartier est devenue de plus en plus marginale ces dernières années.

## Historique de vote
| Année | Poste     | Résultats               |
| ----- | --------- | ----------------------- |
| 2000  | Président | Gore 56,0 % - 43,0 %    |
| 2004  | Président | Kerry 58,0 % - 42,0 %   |
| 2008  | Président | Obama 71,0 % - 28,0 %   |
| 2012  | Président | Obama 62,9 % - 35,3 %   |
| 2016  | Président | Clinton 59,0 % - 36,2 % |
| 2020  | Président | Biden 62,9 % - 35,3 %   |

## Liste des Représentants du district
| Membre                         | Parti                          | Années                            | Congrès     | Histoire électorale |
| ------------------------------ | ------------------------------ | --------------------------------- | ----------- | --- |
| District établi le 4 mars 1833 |                                |                                   |             | |
| Edward A. Hannegan (en)        | Jacksonien (en)                | 4 mars 1833 - 3 mars 1837         | 23e , 24e   | Élu en 1833. Réélu en 1835. Retrait. |
| Albert S. White (en)           | Whig                           | 4 mars 1837 - 3 mars 1839         | 25e         | Élu en 1837. Retrait pour se présenter comme Sénateur des États-Unis. |
| Tilgham Howard (en)            | Démocrate                      | 3 mars 1839 - 1er juillet 1840    | 26e         | Élu en 1839. Démissionne |
| Vacant                         | Vacant                         | 1er juillet 1840 - 3 août 1840    | 26e         | |
| Henry S. Lane (en)             | Whig                           | 3 août 1840 - 3 mars 1843         | 26e , 27e   | Élu pour terminer le mandat d'Howard. Réélu en 1841. Retrait. |
| Joseph A. Wright (en)          | Démocrate                      | 4 mars 1843 - 3 mars 1845         | 28e         | Élu en 1843. perd sa réélection. |
| Edward W. McGaughey (en)       | Whig                           | 4 mars 1845 - 3 mars 1847         | 29e         | Élu en 1845. perd sa renomination. |
| Richard W. Thompson            | Whig                           | 4 mars 1847 - 3 mars 1849         | 30e         | Élu en 1847. Renommé mais ne souhaite pas se présenter. |
| Edward W. McGaughey (en)       | Whig                           | 4 mars 1849 - 3 mars 1851         | 31e         | Élu en 1849. perd sa réélection. |
| John G. Davis (en)             | Démocrate                      | 4 mars 1851 - 3 mars 1855         | 32e , 33e   | Élu en 1851. Réélu en 1852. perd sa réélection. |
| Harvey D. Scott (en)           | People's (en)                  | 4 mars 1855 - 3 mars 1857         | 34e         | Élu en 1854. Retrait. |
| John G. Davis (en)             | Anti-Lecompton Democratic (en) | 4 mars 1857 - 3 mars 1861         | 35e , 36e   | Élu en 1856. Réélu en 1858. Retrait. |
| Daniel W. Voorhees             | Démocrate                      | 4 mars 1861 - 23 février 1866     | 37e - 39e   | Élu en 1860. Réélu en 1862. perd la contestation de son élection. |
| Henry D. Washburn              | Républicain                    | 23 février 1866 - 3 mars 1869     | 39e , 40e   | Remporte la contestation de son élection. Réélu en 1866. Retrait. |
| Godlove S. Orth (en)           | Républicain                    | 4 mars 1869 - 3 mars 1871         | 41e         | Redécoupage depuis le 8e district et réélu en 1868. Retrait. |
| Mahlon D. Manson (en)          | Démocrate                      | 4 mars 1871 - 3 mars 1873         | 42e         | Élu en 1870. perd sa réélection. |
| Thomas J. Cason (en)           | Républicain                    | 4 mars 1873 - 3 mars 1875         | 43e         | Élu en 1872. Redécoupage vers le 9e district. |
| Franklin Landers (en)          | Démocrate                      | 4 mars 1875 - 3 mars 1877         | 44e         | Élu en 1874. perd sa réélection. |
| John Hanna (en)                | Républicain                    | 4 mars 1877 - 3 mars 1879         | 45e         | Élu en 1876. perd sa réélection. |
| Gilbert De La Matyr (en)       | Greenback                      | 4 mars 1879 - 3 mars 1881         | 46e         | Élu en 1878. perd sa réélection. |
| Stanton J. Peelle (en)         | Républicain                    | 4 mars 1881 - 22 mai 1884         | 47e , 48e   | Élu en 1880. perd la contestation de son élection. |
| William E. English (en)        | Démocrate                      | 22 mai 1884 - 3 mars 1885         | 48e         | Remporte la contestation de son élection. Retrait. |
| William D. Bynum (en)          | Démocrate                      | 4 mars 1885 - 3 mars 1895         | 49e - 53e   | Élu en 1884. Réélu en 1886. Réélu en 1888. Réélu en 1890. Réélu en 1892. perd sa réélection. |
| Charles L. Henry (en)          | Républicain                    | 4 mars 1895 - 3 mars 1897         | 54e         | Élu en 1894. Redécoupage vers le 8e district. |
| Jesse Overstreet (en)          | Républicain                    | 4 mars 1897 - 3 mars 1909         | 55e - 60e   | Redécoupage depuis le 5e district et réélu en 1896. Réélu en 1898. Réélu en 1900. Réélu en 1902. Réélu en 1904. Réélu en 1906. perd sa réélection.                                                                                      |
| Charles A. Korbly (en)         | Démocrate                      | 4 mars 1909 - 3 mars 1915         | 61e - 63e   | Élu en 1908. Réélu en 1910. Réélu en 1912. perd sa réélection. |
| Merrill Moores (en)            | Républicain                    | 4 mars 1915 - 3 mars 1925         | 64e - 68e   | Élu en 1914. Réélu en 1916. Réélu en 1918. Réélu en 1920. Réélu en 1922. perd sa renomination. |
| Ralph E. Updike (en)           | Républicain                    | 4 mars 1925 - 3 mars 1929         | 69e , 70e   | Élu en 1924. Réélu en 1926. perd sa réélection. |
| Louis Ludlow (en)              | Démocrate                      | 4 mars 1929 - 3 mars 1933         | 71e , 72e   | Élu en 1928. Réélu en 1930. Redécoupage vers le 12e district. |
| Arthur H. Greenwood (en)       | Démocrate                      | 3 mars 1933 - 3 janvier 1939      | 73e - 75e   | Redécoupage depuis le 2e district et réélu en 1932. Réélu en 1934. Réélu en 1936. perd sa réélection. |
| Gerald W. Landis (en)          | Républicain                    | 3 janvier 1939 - 3 janvier 1949   | 76e - 80e   | Élu en 1938. Réélu en 1940. Réélu en 1942. Réélu en 1944. Réélu en 1946. perd sa réélection. |
| James E. Noland (en)           | Démocrate                      | 3 janvier 1949 - 3 janvier 1951   | 81e         | Élu en 1948. perd sa réélection. |
| William G. Bray (en)           | Républicain                    | 3 janvier 1951 - 3 janvier 1967   | 82e - 89e   | Élu en 1950. Réélu en 1952. Réélu en 1954. Réélu en 1956. Réélu en 1958. Réélu en 1960. Réélu en 1962. Réélu en 1964. Redécoupage vers le 6e district.                                                                                  |
| John T. Myers (en)             | Républicain                    | 3 janvier 1967 - 3 janvier 1997   | 90e - 104e  | Élu en 1966. Réélu en 1968. Réélu en 1970. Réélu en 1972. Réélu en 1974. Réélu en 1976. Réélu en 1978. Réélu en 1980. Réélu en 1982. Réélu en 1984. Réélu en 1986. Réélu en 1988. Réélu en 1990. Réélu en 1992. Réélu en 1994. Retrait. |
| Edward A. Pease (en)           | Républicain                    | 3 janvier 1997 - 3 janvier 2001   | 105e , 106e | Élu en 1996. Réélu en 1998. Retrait. |
| Brian D. Kerns (en)            | Républicain                    | 3 janvier 2001 - 3 janvier 2003   | 107e        | Élu en 2000. Redécoupage vers le 4e district et perd sa renomination. |
| Julia Carson                   | Démocrate                      | 3 janvier 2003 - 15 décembre 2007 | 108e - 110e | Redécoupage depuis le 10e district et réélue en 2002. Réélue en 2004. Réélue en 2006. Décès. |
| Vacant                         | Vacant                         | 15 décembre 2007 - 11 mars 2008   | 110e        | |
| André Carson                   | Démocrate                      | 11 mars 2008 - Présent            | 110e - 118e | Élu pour terminer le mandat de sa grand-mère. Réélu en 2008. Réélu en 2010. Réélu en 2012. Réélu en 2014. Réélu en 2016. Réélu en 2018. Réélu en 2020. Réélu en 2022.                                                                   |

## Résultats des récentes élections
Voici les résultats des dix précédents cycles électoraux dans le district.

## Frontières historiques du district

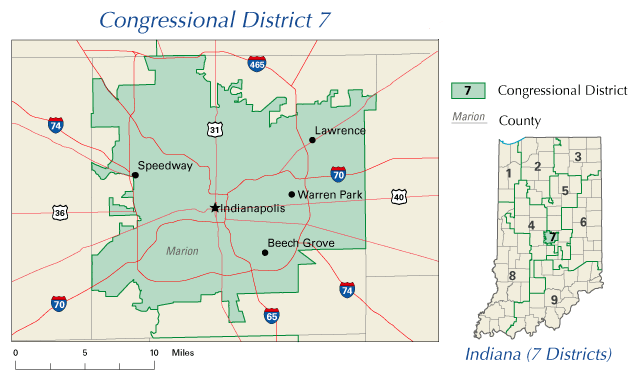
2003 - 2013

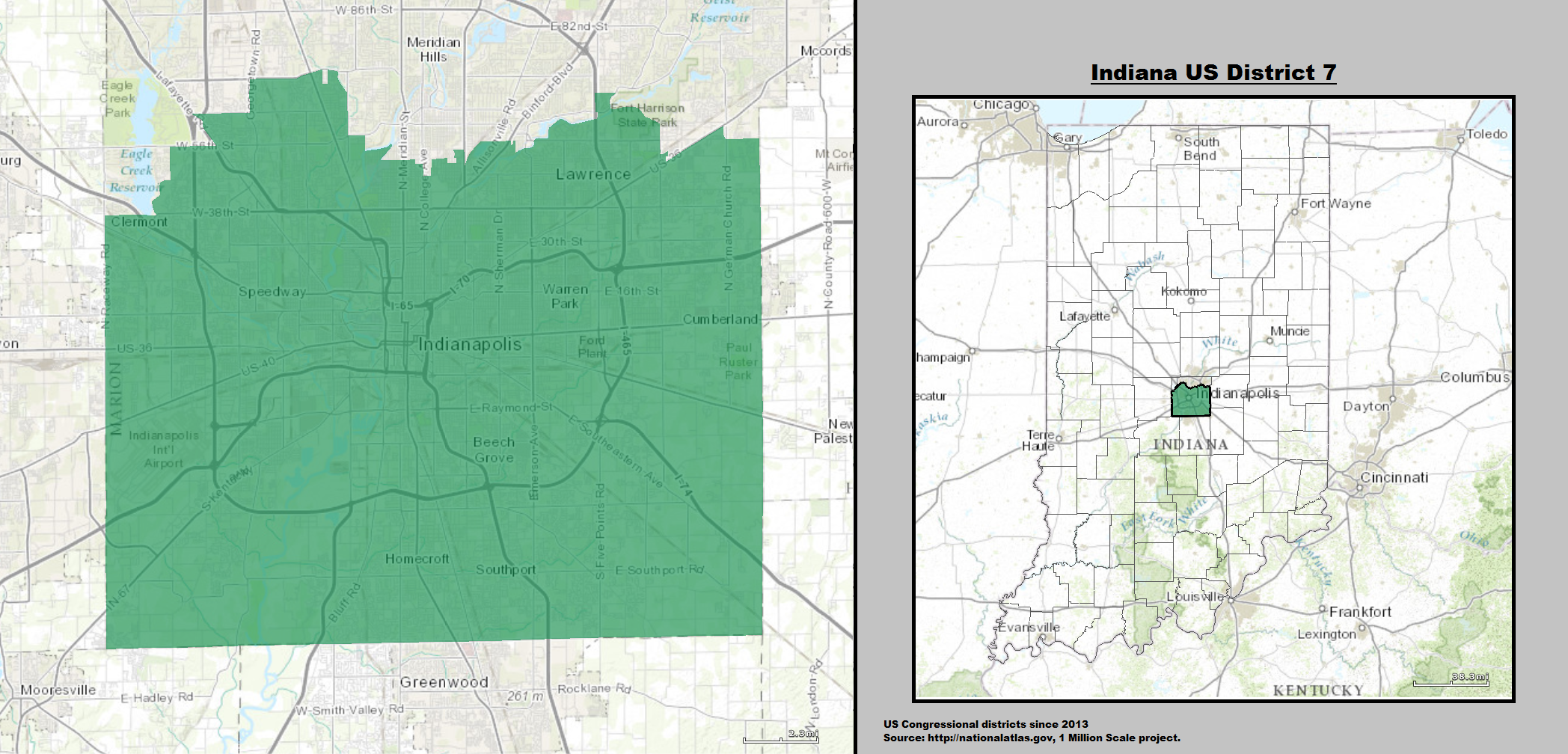
2013 - 2023

### 2004
| Élection de 2004 du 7e district congressionnel de l'Indiana | Élection de 2004 du 7e district congressionnel de l'Indiana | Élection de 2004 du 7e district congressionnel de l'Indiana | Élection de 2004 du 7e district congressionnel de l'Indiana | Élection de 2004 du 7e district congressionnel de l'Indiana |
| ----------------------------------------------------------- | ----------------------------------------------------------- | ----------------------------------------------------------- | ----------------------------------------------------------- | ----------------------------------------------------------- |
| Parti                                                       | Parti                                                       | Candidat                                                    | Votes                                                       | %                                                           |
|                                                             | Démocrate                                                   | Julia Carson (sortante)                                     | 121 303                                                     | 54,35                                                       |
|                                                             | Républicain                                                 | Andrew Horning                                              | 97 491                                                      | 43,68                                                       |
|                                                             | Libertarien                                                 | Barry Campbell                                              | 4 381                                                       | 1,96                                                        |
| Total des votes                                             | Total des votes                                             | Total des votes                                             | 223 175                                                     | 100 %                                                       |
|                                                             | Les Démocrates conservent                                   |                                                             |                                                             |                                                             |

### 2006
| Élection de 2006 du 7e district congressionnel de l'Indiana | Élection de 2006 du 7e district congressionnel de l'Indiana | Élection de 2006 du 7e district congressionnel de l'Indiana | Élection de 2006 du 7e district congressionnel de l'Indiana | Élection de 2006 du 7e district congressionnel de l'Indiana |
| ----------------------------------------------------------- | ----------------------------------------------------------- | ----------------------------------------------------------- | ----------------------------------------------------------- | ----------------------------------------------------------- |
| Parti                                                       | Parti                                                       | Candidat                                                    | Votes                                                       | %                                                           |
|                                                             | Démocrate                                                   | Julia Carson (sortante)                                     | 74 750                                                      | 53,76                                                       |
|                                                             | Républicain                                                 | Eric Dickerson                                              | 64 304                                                      | 46,24                                                       |
| Total des votes                                             | Total des votes                                             | Total des votes                                             | 139 054                                                     | 100 %                                                       |
|                                                             | Les Démocrates conservent                                   |                                                             |                                                             |                                                             |

### 2008 (Spéciale)
| Élection spéciale de 2008 du 7e district congressionnel de l'Indiana | Élection spéciale de 2008 du 7e district congressionnel de l'Indiana | Élection spéciale de 2008 du 7e district congressionnel de l'Indiana | Élection spéciale de 2008 du 7e district congressionnel de l'Indiana | Élection spéciale de 2008 du 7e district congressionnel de l'Indiana |
| -------------------------------------------------------------------- | -------------------------------------------------------------------- | -------------------------------------------------------------------- | -------------------------------------------------------------------- | -------------------------------------------------------------------- |
| Parti                                                                | Parti                                                                | Candidat                                                             | Votes                                                                | %                                                                    |
|                                                                      | Démocrate                                                            | André Carson                                                         | 45 668                                                               | 54,04                                                                |
|                                                                      | Républicain                                                          | Jonathan Elrod                                                       | 36 415                                                               | 43,09                                                                |
|                                                                      | Libertarien                                                          | Sean Sheppard                                                        | 2 430                                                                | 2,88                                                                 |
| Total des votes                                                      | Total des votes                                                      | Total des votes                                                      | 84 513                                                               | 100 %                                                                |
|                                                                      | Les Démocrates conservent                                            |                                                                      |                                                                      |                                                                      |

### 2008
| Élection de 2008 du 7e district congressionnel de l'Indiana | Élection de 2008 du 7e district congressionnel de l'Indiana | Élection de 2008 du 7e district congressionnel de l'Indiana | Élection de 2008 du 7e district congressionnel de l'Indiana | Élection de 2008 du 7e district congressionnel de l'Indiana |
| ----------------------------------------------------------- | ----------------------------------------------------------- | ----------------------------------------------------------- | ----------------------------------------------------------- | ----------------------------------------------------------- |
| Parti                                                       | Parti                                                       | Candidat                                                    | Votes                                                       | %                                                           |
|                                                             | Démocrate                                                   | André Carson (sortant)                                      | 172 650                                                     | 65,08                                                       |
|                                                             | Républicain                                                 | Gabrielle Campo                                             | 92 645                                                      | 34,92                                                       |
| Total des votes                                             | Total des votes                                             | Total des votes                                             | 265 295                                                     | 100 %                                                       |
|                                                             | Les Démocrates conservent                                   |                                                             |                                                             |                                                             |

### 2010
| Élection de 2010 du 7e district congressionnel de l'Indiana | Élection de 2010 du 7e district congressionnel de l'Indiana | Élection de 2010 du 7e district congressionnel de l'Indiana | Élection de 2010 du 7e district congressionnel de l'Indiana | Élection de 2010 du 7e district congressionnel de l'Indiana |
| ----------------------------------------------------------- | ----------------------------------------------------------- | ----------------------------------------------------------- | ----------------------------------------------------------- | ----------------------------------------------------------- |
| Parti                                                       | Parti                                                       | Candidat                                                    | Votes                                                       | %                                                           |
|                                                             | Démocrate                                                   | André Carson (sortant)                                      | 86 011                                                      | 58,90                                                       |
|                                                             | Républicain                                                 | Marvin B. Scott                                             | 55 213                                                      | 37,81                                                       |
|                                                             | Libertarien                                                 | Dav Wilson                                                  | 4 815                                                       | 3,30                                                        |
| Total des votes                                             | Total des votes                                             | Total des votes                                             | 146 039                                                     | 100 %                                                       |
|                                                             | Les Démocrates conservent                                   |                                                             |                                                             |                                                             |

### 2012
| Élection de 2012 du 7e district congressionnel de l'Indiana | Élection de 2012 du 7e district congressionnel de l'Indiana | Élection de 2012 du 7e district congressionnel de l'Indiana | Élection de 2012 du 7e district congressionnel de l'Indiana | Élection de 2012 du 7e district congressionnel de l'Indiana |
| ----------------------------------------------------------- | ----------------------------------------------------------- | ----------------------------------------------------------- | ----------------------------------------------------------- | ----------------------------------------------------------- |
| Parti                                                       | Parti                                                       | Candidat                                                    | Votes                                                       | %                                                           |
|                                                             | Démocrate                                                   | André Carson (sortant)                                      | 162 122                                                     | 62,85                                                       |
|                                                             | Républicain                                                 | Carlos May                                                  | 95 828                                                      | 37,15                                                       |
| Total des votes                                             | Total des votes                                             | Total des votes                                             | 257 950                                                     | 100 %                                                       |
|                                                             | Les Démocrates conservent                                   |                                                             |                                                             |                                                             |

### 2014
| Élection de 2014 du 7e district congressionnel de l'Indiana | Élection de 2014 du 7e district congressionnel de l'Indiana | Élection de 2014 du 7e district congressionnel de l'Indiana | Élection de 2014 du 7e district congressionnel de l'Indiana | Élection de 2014 du 7e district congressionnel de l'Indiana |
| ----------------------------------------------------------- | ----------------------------------------------------------- | ----------------------------------------------------------- | ----------------------------------------------------------- | ----------------------------------------------------------- |
| Parti                                                       | Parti                                                       | Candidat                                                    | Votes                                                       | %                                                           |
|                                                             | Démocrate                                                   | André Carson (sortant)                                      | 61 443                                                      | 54,73                                                       |
|                                                             | Républicain                                                 | Catherine Ping                                              | 46 887                                                      | 41,77                                                       |
|                                                             | Libertarien                                                 | Chris Mayo                                                  | 3 931                                                       | 3,50                                                        |
| Total des votes                                             | Total des votes                                             | Total des votes                                             | 112 261                                                     | 100 %                                                       |
|                                                             | Les Démocrates conservent                                   |                                                             |                                                             |                                                             |

### 2016
| Élection de 2016 du 7e district congressionnel de l'Indiana | Élection de 2016 du 7e district congressionnel de l'Indiana | Élection de 2016 du 7e district congressionnel de l'Indiana | Élection de 2016 du 7e district congressionnel de l'Indiana | Élection de 2016 du 7e district congressionnel de l'Indiana |
| ----------------------------------------------------------- | ----------------------------------------------------------- | ----------------------------------------------------------- | ----------------------------------------------------------- | ----------------------------------------------------------- |
| Parti                                                       | Parti                                                       | Candidat                                                    | Votes                                                       | %                                                           |
|                                                             | Démocrate                                                   | André Carson (sortant)                                      | 158 739                                                     | 59,98                                                       |
|                                                             | Républicain                                                 | Catherine Ping                                              | 94 456                                                      | 35,69                                                       |
|                                                             | Libertarien                                                 | Drew Thompson                                               | 11 475                                                      | 4,34                                                        |
| Total des votes                                             | Total des votes                                             | Total des votes                                             | 264 670                                                     | 100 %                                                       |
|                                                             | Les Démocrates conservent                                   |                                                             |                                                             |                                                             |

### 2018
| Élection de 2018 du 7e district congressionnel de l'Indiana | Élection de 2018 du 7e district congressionnel de l'Indiana | Élection de 2018 du 7e district congressionnel de l'Indiana | Élection de 2018 du 7e district congressionnel de l'Indiana | Élection de 2018 du 7e district congressionnel de l'Indiana |
| ----------------------------------------------------------- | ----------------------------------------------------------- | ----------------------------------------------------------- | ----------------------------------------------------------- | ----------------------------------------------------------- |
| Parti                                                       | Parti                                                       | Candidat                                                    | Votes                                                       | %                                                           |
|                                                             | Démocrate                                                   | André Carson (sortant)                                      | 141 139                                                     | 64,9                                                        |
|                                                             | Républicain                                                 | Wayne Harmon                                                | 76 457                                                      | 35,1                                                        |
| Total des votes                                             | Total des votes                                             | Total des votes                                             | 217 596                                                     | 100 %                                                       |
|                                                             | Les Démocrates conservent                                   |                                                             |                                                             |                                                             |

### 2020
| Élection de 2020 du 7e district congressionnel de l'Indiana | Élection de 2020 du 7e district congressionnel de l'Indiana | Élection de 2020 du 7e district congressionnel de l'Indiana | Élection de 2020 du 7e district congressionnel de l'Indiana | Élection de 2020 du 7e district congressionnel de l'Indiana |
| ----------------------------------------------------------- | ----------------------------------------------------------- | ----------------------------------------------------------- | ----------------------------------------------------------- | ----------------------------------------------------------- |
| Parti                                                       | Parti                                                       | Candidat                                                    | Votes                                                       | %                                                           |
|                                                             | Démocrate                                                   | André Carson (sortant)                                      | 176 422                                                     | 62,4                                                        |
|                                                             | Républicain                                                 | Susan Marie Smith                                           | 106 146                                                     | 37,6                                                        |
| Total des votes                                             | Total des votes                                             | Total des votes                                             | 282 568                                                     | 100 %                                                       |
|                                                             | Les Démocrates conservent                                   |                                                             |                                                             |                                                             |

### 2022
| Primaire démocrate de 2022 du 7e district congressionnel de l'Indiana | Primaire démocrate de 2022 du 7e district congressionnel de l'Indiana | Primaire démocrate de 2022 du 7e district congressionnel de l'Indiana | Primaire démocrate de 2022 du 7e district congressionnel de l'Indiana | Primaire démocrate de 2022 du 7e district congressionnel de l'Indiana |
| --------------------------------------------------------------------- | --------------------------------------------------------------------- | --------------------------------------------------------------------- | --------------------------------------------------------------------- | --------------------------------------------------------------------- |
| Parti                                                                 | Parti                                                                 | Candidat                                                              | Votes                                                                 | %                                                                     |
|                                                                       | Démocrate                                                             | André Carson (sortant)                                                | 36 242                                                                | 93,9                                                                  |
|                                                                       | Démocrate                                                             | Curtis Godfrey                                                        | 1 526                                                                 | 4,0                                                                   |
|                                                                       | Démocrate                                                             | Pierre Quincy Pullins                                                 | 830                                                                   | 2,1                                                                   |

| Primaire républicaine de 2022 du 7e district congressionnel de l'Indiana | Primaire républicaine de 2022 du 7e district congressionnel de l'Indiana | Primaire républicaine de 2022 du 7e district congressionnel de l'Indiana | Primaire républicaine de 2022 du 7e district congressionnel de l'Indiana | Primaire républicaine de 2022 du 7e district congressionnel de l'Indiana |
| ------------------------------------------------------------------------ | ------------------------------------------------------------------------ | ------------------------------------------------------------------------ | ------------------------------------------------------------------------ | ------------------------------------------------------------------------ |
| Parti                                                                    | Parti                                                                    | Candidat                                                                 | Votes                                                                    | %                                                                        |
|                                                                          | Républicain                                                              | Angela Grabovsky                                                         | 6 886                                                                    | 53,6                                                                     |
|                                                                          | Républicain                                                              | Rusty Johnson                                                            | 2 185                                                                    | 17,0                                                                     |
|                                                                          | Républicain                                                              | Jennifer Pace                                                            | 1 556                                                                    | 12,1                                                                     |
|                                                                          | Républicain                                                              | Bill Allen                                                               | 1 505                                                                    | 11,7                                                                     |
|                                                                          | Républicain                                                              | Gerald Walters                                                           | 722                                                                      | 5,6                                                                      |

| Élection de 2022 du 7e district congressionnel de l'Indiana | Élection de 2022 du 7e district congressionnel de l'Indiana | Élection de 2022 du 7e district congressionnel de l'Indiana | Élection de 2022 du 7e district congressionnel de l'Indiana | Élection de 2022 du 7e district congressionnel de l'Indiana |
| ----------------------------------------------------------- | ----------------------------------------------------------- | ----------------------------------------------------------- | ----------------------------------------------------------- | ----------------------------------------------------------- |
| Parti                                                       | Parti                                                       | Candidat                                                    | Votes                                                       | %                                                           |
|                                                             | Démocrate                                                   | André Carson (sortant)                                      | 117 309                                                     | 67,0                                                        |
|                                                             | Républicain                                                 | Angela Grabovsky                                            | 53 631                                                      | 30,6                                                        |
|                                                             | Libertarien                                                 | Gavin Maple                                                 | 4 240                                                       | 2,4                                                         |
| Total des votes                                             | Total des votes                                             | Total des votes                                             | 175 180                                                     | 100 %                                                       |
|                                                             | Les Démocrates conservent                                   |                                                             |                                                             |                                                             |

### 2024
| Primaire démocrate de 2024 du 7e district congressionnel de l'Indiana | Primaire démocrate de 2024 du 7e district congressionnel de l'Indiana | Primaire démocrate de 2024 du 7e district congressionnel de l'Indiana | Primaire démocrate de 2024 du 7e district congressionnel de l'Indiana | Primaire démocrate de 2024 du 7e district congressionnel de l'Indiana |
| --------------------------------------------------------------------- | --------------------------------------------------------------------- | --------------------------------------------------------------------- | --------------------------------------------------------------------- | --------------------------------------------------------------------- |
| Parti                                                                 | Parti                                                                 | Candidat                                                              | Votes                                                                 | %                                                                     |
|                                                                       | Démocrate                                                             | André Carson (sortant)                                                | 30 868                                                                | 91,1                                                                  |
|                                                                       | Démocrate                                                             | Curtis Godfrey                                                        | 1 845                                                                 | 5,4                                                                   |
|                                                                       | Démocrate                                                             | Pierre Quincy Pullins                                                 | 1 178                                                                 | 3,5                                                                   |

| Primaire républicaine de 2024 du 7e district congressionnel de l'Indiana | Primaire républicaine de 2024 du 7e district congressionnel de l'Indiana | Primaire républicaine de 2024 du 7e district congressionnel de l'Indiana | Primaire républicaine de 2024 du 7e district congressionnel de l'Indiana | Primaire républicaine de 2024 du 7e district congressionnel de l'Indiana |
| ------------------------------------------------------------------------ | ------------------------------------------------------------------------ | ------------------------------------------------------------------------ | ------------------------------------------------------------------------ | ------------------------------------------------------------------------ |
| Parti                                                                    | Parti                                                                    | Candidat                                                                 | Votes                                                                    | %                                                                        |
|                                                                          | Républicain                                                              | Jennifer Pace                                                            | 7 716                                                                    | 31,2                                                                     |
|                                                                          | Républicain                                                              | Catherine Ping                                                           | 7 390                                                                    | 29,9                                                                     |
|                                                                          | Républicain                                                              | Philip Davis                                                             | 6 364                                                                    | 25,7                                                                     |
|                                                                          | Républicain                                                              | Gabe Whitley                                                             | 3 249                                                                    | 13,1                                                                     |

| Élection de 2024 du 7e district congressionnel de l'Indiana | Élection de 2024 du 7e district congressionnel de l'Indiana | Élection de 2024 du 7e district congressionnel de l'Indiana | Élection de 2024 du 7e district congressionnel de l'Indiana | Élection de 2024 du 7e district congressionnel de l'Indiana |
| ----------------------------------------------------------- | ----------------------------------------------------------- | ----------------------------------------------------------- | ----------------------------------------------------------- | ----------------------------------------------------------- |
| Parti                                                       | Parti                                                       | Candidat                                                    | Votes                                                       | %                                                           |
|                                                             | Démocrate                                                   | André Carson (sortant)                                      | 185 987                                                     | 68,3                                                        |
|                                                             | Républicain                                                 | John Schmitz                                                | 78 792                                                      | 29,0                                                        |
|                                                             | Libertarien                                                 | Rusty Johnson                                               | 7369                                                        | 2,7                                                         |
| Total des votes                                             | Total des votes                                             | Total des votes                                             | 272 148                                                     | 100 %                                                       |
|                                                             | Les Démocrates conservent                                   |                                                             |                                                             |                                                             |